# Сан Хуан (аргентинска провинција)
Сан Хуан (шп. San Juan) провинција је смештена на истоку Аргентине. Према северу и истоку се граничи са провинцијом Риоха, према западу са Чилеом, према југу са провинцијама Мендоза и Сан Луис.